# Morti nel 1737
| Questa pagina contiene informazioni ricavate automaticamente dalle voci biografiche con l'ausilio del template Bio e di un bot. L'aggiornamento è periodico e automatico e ricostruisce completamente la pagina. Se manca una persona in questa lista, sei pregato di non aggiungerla, ma accertati piuttosto che la sua voce biografica contenga il template Bio e che i dati anagrafici siano correttamente compilati. Se il template Bio manca, inseriscilo tu stesso o, in alternativa, metti l'avviso {{tmp\|Bio}} che ne segnala la mancanza. Se i dati riportati sono sbagliati, correggi direttamente la voce biografica; le modifiche saranno visibili in questa lista entro pochi giorni. Per chiarimenti vedi il progetto biografie. La lista contiene solo le 88 persone che sono citate nell'enciclopedia e per le quali è stato implementato correttamente il template Bio. Pagina aggiornata al 7 dic 2024. |

## Gennaio(7)
- 2 gennaio - Pier Antonio Micheli, botanico italiano (n. 1679)
- 7 gennaio - François Romain, ingegnere e architetto fiammingo (n. 1646)
- 15 gennaio - Giuseppe Renato Imperiali, cardinale e abate italiano (n. 1651)
- 22 gennaio - Jean-Baptiste van Mour, pittore fiammingo (n. 1671)
- 24 gennaio - Alessandro Sigismondo di Palatinato-Neuburg, vescovo cattolico tedesco (n. 1663)
- 24 gennaio - William Wake, arcivescovo anglicano inglese (n. 1657)
- 29 gennaio - George Hamilton, I conte di Orkney, nobile e ufficiale scozzese (n. 1666)

## Febbraio(5)
- 3 febbraio - Tommaso Ceva, gesuita, poeta e matematico italiano (n. 1648)
- 3 febbraio - Francesco Alberto di Oettingen-Spielberg, principe tedesco (n. 1663)
- 9 febbraio - Alfonso Mariconda, arcivescovo cattolico italiano (n. 1671)
- 21 febbraio - Santino Bussi, stuccatore svizzero (n. 1663)
- 26 febbraio - Bartolomeo Pucci, vescovo cattolico italiano (n. 1673)

## Marzo(11)
- 7 marzo - Guido von Starhemberg, generale austriaco (n. 1657)
- 7 marzo - Francesco Antonio Tullio, librettista e poeta italiano (n. 1660)
- 8 marzo - Domenico Rossi, architetto svizzero (n. 1657)
- 10 marzo - John Ashburnham, I conte di Ashburnham, nobile inglese (n. 1687)
- 12 marzo - Carlo I Alessandro di Württemberg, principe tedesco (n. 1684)
- 15 marzo - Pietro Morettini, architetto e ingegnere militare svizzero (n. 1660)
- 18 marzo - Ferdinand von Plettenberg, nobile tedesco (n. 1690)
- 18 marzo - Curzio Origo, cardinale italiano (n. 1661)
- 22 marzo - Pietro Avogadro, pittore italiano (n. 1667)
- 26 marzo - Vakhtang VI di Cartalia, re, scrittore e poeta (n. 1675)
- 31 marzo - Luisa Enrichetta Francesca di Lorena, nobildonna francese (n. 1707)

## Aprile(9)
- 2 aprile - Atike Sultan, principessa ottomana (n. 1712)
- 3 aprile - Christian Ferdinand Abel, gambista e violoncellista tedesco (n. 1682)
- 4 aprile - Letitia Cross, attrice teatrale e cantante inglese (n. 1682)
- 14 aprile - Carlo Giuseppe Plura, scultore e stuccatore svizzero (n. 1663)
- 15 aprile - Francesco Cabianca, scultore italiano (n. 1666)
- 16 aprile - Marco Giacinto Gandolfo, vescovo cattolico italiano (n. 1658)
- 25 aprile - Dmitrij Michajlovič Golicyn, politico russo (n. 1665)
- 25 aprile - Ivan Kirillovič Kirilov, geografo e cartografo russo (n. 1695)
- 29 aprile - Giambattista Ripa Buschetti di Giaglione, nobile italiano (n. 1672)

## Maggio(7)
- 4 maggio - Mariano Armellini, abate e letterato italiano (n. 1662)
- 4 maggio - Ferdinando Kettler, nobile lettone (n. 1655)
- 6 maggio - Barbara FitzRoy, religiosa inglese (n. 1672)
- 7 maggio - Giovanni Domenico Santorini, anatomista italiano (n. 1681)
- 8 maggio - Jacopo Tartarotti, letterato e storico austriaco (n. 1708)
- 10 maggio - Nakamikado, imperatore giapponese (n. 1702)
- 17 maggio - Carlo d'Aquino, gesuita, letterato e lessicografo italiano (n. 1654)

## Giugno(4)
- 4 giugno - François Lemoyne, pittore francese (n. 1688)
- 6 giugno - Pierre Joseph Garidel, medico e botanico francese (n. 1658)
- 21 giugno - Matthieu Marais, giurista e scrittore francese (n. 1664)
- 28 giugno - Andrea Tirali, architetto italiano (n. 1657)

## Luglio(5)
- 6 luglio - Pietro Torri, compositore italiano
- 9 luglio - Gian Gastone de' Medici, sovrano italiano (n. 1671)
- 10 luglio - Giuseppe Casaregi, giurista e magistrato italiano (n. 1670)
- 26 luglio - Henri-Pons de Thiard de Bissy, cardinale e vescovo cattolico francese (n. 1657)
- 27 luglio - Maria Maddalena Martinengo, religiosa e mistica italiana (n. 1687)

## Agosto(2)
- 20 agosto - Catherine Shorter, nobildonna inglese (n. 1682)
- 23 agosto - Sofia Cristiana di Wolfstein, nobile tedesca (n. 1667)

## Settembre(5)
- 3 settembre - Johann Philipp von Hattorf, politico tedesco (n. 1682)
- 11 settembre - Giovanni Battista Lanceni, pittore e scrittore italiano (n. 1659)
- 22 settembre - Francesco Mancini, compositore e organista italiano (n. 1672)
- 22 settembre - Michel Pignolet de Montéclair, violinista e compositore francese (n. 1667)
- 27 settembre - John Sidney, VI conte di Leicester, nobile inglese (n. 1680)

## Ottobre(3)
- 15 ottobre - Matteo Sassano, cantante castrato italiano (n. 1667)
- 24 ottobre - Alberto Radicati di Passerano, filosofo italiano (n. 1698)
- 26 ottobre - Rinaldo d'Este, duca italiano (n. 1655)

## Novembre(8)
- 3 novembre - Adolfo di Dalberg, abate tedesco (n. 1678)
- 3 novembre - Antonio Maria Lupi, presbitero, epigrafista e antiquario italiano (n. 1695)
- 4 novembre - Hannibal Alphons von Porcia, nobile e politico austriaco (n. 1679)
- 5 novembre - Maria Gustava Gyllenstierna, poetessa, traduttrice e letterata svedese (n. 1672)
- 5 novembre - Johan Willem Ripperda, politico, diplomatico e avventuriero fiammingo (n. 1684)
- 20 novembre - Carolina di Brandeburgo-Ansbach, regina (n. 1683)
- 23 novembre - Antonio Felice Zondadari senior, cardinale e arcivescovo cattolico italiano (n. 1665)
- 29 novembre - Maria Francesca di Oettingen-Spielberg, principessa tedesca (n. 1703)

## Dicembre(7)
- 1º dicembre - Luigi Alessandro di Borbone, conte di Tolosa, ammiraglio e generale francese (n. 1678)
- 3 dicembre - Giovanni Battista Tagliasacchi, pittore italiano (n. 1696)
- 16 dicembre - Guglielmo Gustavo di Anhalt-Dessau, nobile (n. 1699)
- 18 dicembre - Antonio Stradivari, liutaio italiano
- 19 dicembre - Giacomo Luigi Sobieski, nobile polacco (n. 1667)
- 21 dicembre - Alessandro Galilei, architetto italiano (n. 1691)
- 27 dicembre - Victor Marie d'Estrées, ammiraglio francese (n. 1660)

## Senza giorno specificato(15)
- Andries Carpentière, scultore inglese (n. 1672)
- Claude Buffier, cartografo, storico e filosofo francese (n. 1661)
- Luca Antonio Colomba, pittore svizzero (n. 1674)
- Benedetto Fioravante, presbitero e numismatico italiano (n. 1682)
- Giorgio Gentili, compositore e violinista italiano (n. 1669)
- Ignazio Giorgi, scrittore, poeta e traduttore dalmata (n. 1675)
- Johann Gottfried Tannauer, pittore tedesco (n. 1680)
- Heinrich Köhler, filosofo tedesco (n. 1685)
- Sarah Mapp, medico inglese (n. 1706)
- Guto Nyth Brân, mezzofondista britannico (n. 1700)
- Maria Elena Panzacchi, pittrice e disegnatrice italiana (n. 1668)
- Antoine-Denis Raudot, funzionario e geografo francese (n. 1679)
- Filippo Valignani, arcivescovo cattolico italiano (n. 1663)
- Lobsang Yeshe, monaco buddhista tibetano (n. 1663)
- Erdmuthe di Dietrichstein-Nikolsburg, principessa austriaca (n. 1662)